# Minicraft
『Minicraft』は、ゲームソフト『Minecraft』の作者であるマルクス・ペルソン（「Notch」名義）が、2011年12月に開催されたゲームジャム「Ludum Dare」の中で開発した2D見下ろし型アクションゲーム。

## ゲーム内容
主人公の目的は、空高く舞い上がる邪悪な存在「Air Wizard」を倒すことである。ただし、このAir Wizardを倒すには、洞窟の奥深くまで冒険して素材を見つけ、アイテムを作成し、武器庫を構築する必要がある。冒険の舞台となるフィールドはランダム生成される。
ゲームシステムは、『ゼルダの伝説』の探索要素と『Minecraft』のクラフト要素を組み合わせたようなものになっている。

## 開発
Ludum Dareは、事前に提示されたテーマに沿ったゲームを48時間以内で開発するというイベントで、マルクス・ペルソンが参加した2011年12月開催時のテーマは「Alone（ひとりぼっち）」だった。ペルソンは全ての開発の様子をライブ配信し、進捗状況をブログに投稿した。
本作は他の891のゲーム作品と競い合い、審査は「革新性、楽しさ、グラフィック、オーディオ、ユーモア、ムード」などを含む9つの部門に基づいて行われた。

## 評価
Ludum Dareの開催時期は、インディーゲームとして異例の大ヒットとなった『Minecraft』の発売直後ということもあり、本作に対しても注目が集まった。
Rock, Paper, Shotgunのアレック・ミーアは、「楽しい（そして夢中になる）時間であり、わずか48時間の過酷な作業にもかかわらず、見事な完成度だ」と評している。
Boing Boingのロブ・ベシッツァは、同じく短時間の開発で成果を上げていることを評価する一方で、内容の浅さについて指摘している。
VentureBeatのダン・クローリーは、作品内の収集要素について、「シンプルだが中毒性のあるアプローチは、このゲームに、兄貴分（『Minecraft』）とさほど変わらない不思議な魅力を与えている」とコメントしている。
GamesRadar+のマット・ブラッドフォードは、限られた時間でしっかりと遊べるゲームを作成できるペルソンの技術力を称賛している。

## 開発後の展開
ペルソンは2011年12月26日付の自身の公式Twitterアカウントで続編を制作中であることを公表し、ゲームの方向性をフォロワーから尋ねられると「クラフトと地形変更機能を備えたローグライクアクション」と答えた。そして、2012年1月1日付のTwitterアカウントでは、タイトルが『MiniTale』となることを発表し、ゲームのサーバーを作成するための「.com」と「.net」のURLも入手した。
ペルソンはLudum Dareのルールに従って本作のソースコードを公開したが、ライセンスは適用されなかったため、彼はこのゲームを改造するプレイヤーに別の名前で呼ぶよう求めた。その後数週間でこのゲームの改造版が数多く作られたが、この期間にペルソンが他のプロジェクトに移ったことから別の人物によりコミュニティサイト「PlayMinicraft」が開設され、そこで改造版の『Minicraft+』が配信された。